# بلنی راه‌راه
بلنی راه‌راه (نام علمی: Meiacanthus grammistes) نام یک گونه از تیره بلنی‌های دندان‌شانه‌ای است. طول این ماهی تا ۱۱ سانتی‌متر هم می‌رسد.